# Харківський інститут екології та соціального захисту
Харківський інститут екології та соціального захисту — приватний вищий навчальний заклад III рівня акредитації, розташований у Харкові.

## Структура, факультети
Підготовка здійснюється на трьох факультетах: еколого-валеологічному, перекладу й іноземної філології, соціально — психологічної роботи (соціолого — психологічному).
При вузі діє, заснована в 2001 р. загальноосвітня приватна школу ҐҐ-ІІІ ступенів «ЕКОСОЦ» із профільними класами: англійська мова, біологія, право.

### Факультет соціально— психологічної роботи (соціолого— психологічний)
Факультет здійснює підготовку бакалаврів по напрямку за фахом 6.030101 «Соціологія».
Прийом на факультет здійснюється за сертифікатами УЦОЯО з української мови та літератури, історії України (профільний), іноземної мови або математики.
При вступі на скорочений термін навчання при спорідненому напрямі підготовки (Соціальна робота, Соціальна педагогіка) складають фахове випробування — письмовий екзамен з навчальної дисципліни «Соціологія».

### Еколого-валеологічний факультет
Факультет здійснює підготовку за фахом 6.040106 «Екологія, охорона навколишнього середовища та збалансоване природокористування».
Прийом на факультет здійснюється за сертифікатами УЦОЯО з української мови та літератури, біології (профільний), географії або математики.
При вступі на скорочений термін навчання на споріднений напрям підготовки складають фахове випробування: письмовий екзамен з дисципліни «Основи загальної екології».

### Факультет перекладу й іноземної філології
Факультет здійснює підготовку перекладачів за фахом 6.020303 «Філологія» (Переклад) (англійська, німецька й французька мови).
Прийом на факультет здійснюється на підставі сертифікатів УЦОЯО з української мови та літератури, іноземної мови (профільний), історії України.
Особи, які здобули повну загальну середню освіту у 2007 році і раніше складають вступні екзамени в ХІЕСЗ.
- В ХІЕСЗ для абітурієнтів для підготовки до складання зовнішнього незалежного оцінювання якості знань, екзаменів працюють курси поглибленого вивчення навчальних предметів з: української мови та літератури, англійської мови, історії України, біології, географії, а також хімії, французької мови, математики.

## Акредитація
Відповідно до листа Міністерства освіти і науки України № 1/9-616 від 28.11.2014 «Щодо оптимізації мережі вищих навчальних закладів» цьому вищому навчальному закладу, а також 52 іншим вишам, запропоновано визначитись до завершення 2014/2015 навчального року стосовно доцільності подальшого функціонування або можливого об'єднання зусиль з іншими навчальними закладами через «очевидну невідповідність ліцензованим умовам». Акредитаційна комісія України має розглянути доцільність діяльності вишу до травня 2015 року.

## Бібліотека
Фонд бібліотеки — 5 тис. прим. Має дві читальні зали для студентів і викладачів.